# Leiostyla filicum
Leiostyla filicum é uma espécie de gastrópode  da família Pupillidae.
É endémica de Portugal.